# Cheglevici

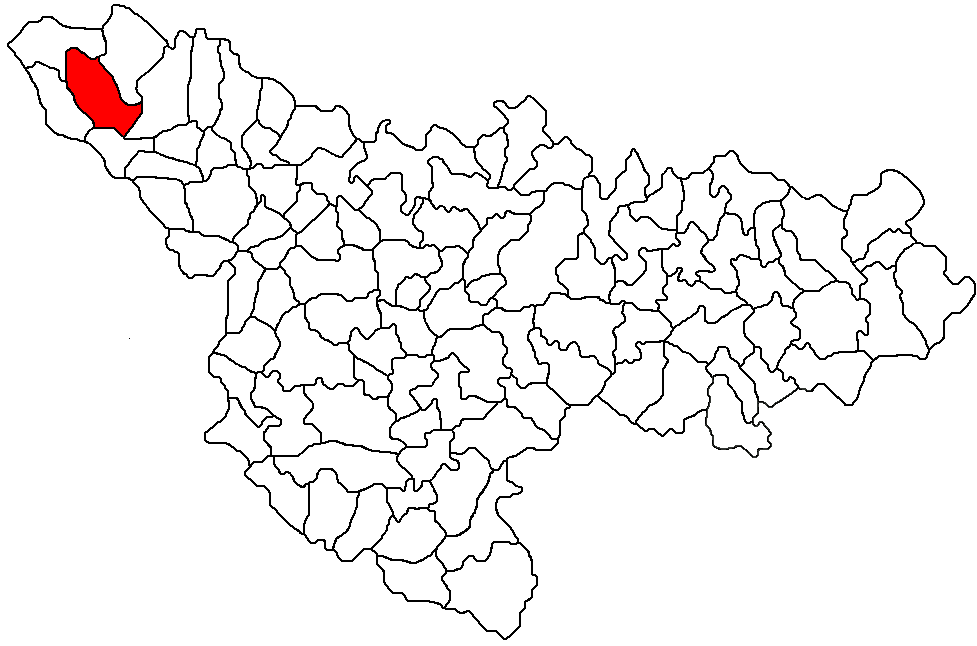
Lage der Gemeinde Dudeștii Vechi im Kreis Timiș

Cheglevici (auch Chegleviciu oder Porumbești (1924–1925); deutsch Keglewitschhausen, ungarisch Keglevichháza) ist ein Dorf im Kreis Timiș, Banat, Rumänien. Cheglevici gehört zur Gemeinde Dudeștii Vechi.

## Geografische Lage
Cheglevici liegt 22 Kilometer westlich von Sânnicolau Mare und 86 Kilometer nordwestlich der Kreishauptstadt Timișoara. Bis zum westlichsten Punkt Rumäniens, Beba Veche, sind es wenige Kilometer.

## Nachbarorte
| Pordeanu        | Kiszombor                                   | Apátfalva       |
| Beba Veche      | Kompassrose, die auf Nachbargemeinden zeigt | Cenad           |
| Colonia Bulgară | Dudeștii Vechi                              | Sânnicolau Mare |

## Geschichte
Im Mittelalter befand sich auf dem Areal des heutigen Dorfes eine Siedlung namens „Kokenyer“ oder „Cocheni“. Diese Siedlung wurde während des Türkenkrieges von 1552 völlig zerstört.
Nach dem Frieden von Passarowitz am 21. Juli 1718 wurde das Banat nach 164 Jahren Türkenherrschaft der Habsburgermonarchie angeschlossen und als kaiserliche Kron- und Kammerdomäne der Wiener Reichsregierung unterstellt. Es begann die habsburgische Kolonisierung des Banats durch die sogenannten Schwabenzüge.
Das heutige Dorf wurde 1842–1844 durch Binnenwanderung gegründet. Die Ansiedler kamen aus den Nachbarorten Marienfeld, Triebswetter, Altbeba, Kleinsanktnikolaus und Tschanad.
Der Name der Ortschaft geht auf den Kameraladministrator „Graf von Keglevici“ zurück. Die Deutschen nannten den Ort „Keglewitschhausen“.
Infolge des österreichisch-ungarischen Ausgleichs im Februar 1867 kam das Banat innenpolitisch unter ungarische Verwaltung. Es setzte eine gewaltige Magyarisierungswelle ein, die zu Beginn des 20. Jahrhunderts ihren Höhepunkt erreichte. Während der ungarischen Verwaltung zur Zeit der Doppelmonarchie war die offizielle Bezeichnung „Keglevichháza“.
Nachdem das Banat infolge des Vertrags von Trianon an Rumänien angegliedert wurde, hieß der Ort vorübergehend „Porumbești“ und seit 1925 erst „Chegleviciu“ und dann „Cheglevici“. Bis 1919 gehörte Cheglevici zum Komitat Torontál, Kreis Sânnicolau Mare. 1950 wurden die Dörfer Colonia Bulgară, Pordeanu und Chereștur der Gemeinde Cheglevici angegliedert. Seit der administrativ-territorialen Umstrukturierung des Landes im Jahre 1968 gehört Cheglevici zu der Gemeinde Dudeștii Vechi.
Infolge des Waffen-SS-Abkommens vom 12. Mai 1943 zwischen der Antonescu-Regierung und Hitler-Deutschland wurden alle deutschstämmigen wehrpflichtigen Männer in die deutsche Armee eingezogen.
Noch vor Kriegsende, im Januar 1945, fand die Deportation aller volksdeutschen Frauen zwischen 18–30 und Männer im Alter von 16–45 zur Aufbauarbeit in die Sowjetunion statt.
Das Bodenreformgesetz vom 23. März 1945, das die Enteignung der deutschen Bauern in Rumänien vorsah, entzog der ländlichen Bevölkerung die Lebensgrundlage. Der enteignete Boden wurde an Kleinbauern, Landarbeiter und Kolonisten aus anderen Landesteilen verteilt. Anfang der 1950er Jahre wurde die Kollektivierung der Landwirtschaft eingeleitet.
Durch das Nationalisierungsgesetz vom 11. Juni 1948, das die Verstaatlichung aller Industrie- und Handelsbetriebe, Banken und Versicherungen vorsah, fand die Enteignung aller Wirtschaftsbetriebe unabhängig von der ethnischen Zugehörigkeit statt.
Da die Bevölkerung entlang der rumänisch-jugoslawischen Grenze von der rumänischen Staatsführung nach dem Zerwürfnis Stalins mit Tito und dessen Ausschluss aus dem Kominform-Bündnis als Sicherheitsrisiko eingestuft wurde, erfolgte am 18. Juni 1951 die Deportation „von politisch unzuverlässlichen Elementen“ in die Bărăgan-Steppe unabhängig von der ethnischen Zugehörigkeit. Die rumänische Führung bezweckte zugleich den einsetzenden Widerstand gegen die bevorstehende Kollektivierung der Landwirtschaft zu brechen. Als die Bărăganverschleppten 1956 heimkehrten, erhielten sie die 1945 enteigneten Häuser und Höfe zurückerstattet. Der Feldbesitz wurde jedoch kollektiviert.

## Demografie
| 1880 | 924  | 12  | 14  | 882  | 16 |
| 1910 | 1191 | 16  | 133 | 1031 | 11 |
| 1930 | 1288 | 23  | 228 | 1010 | 27 |
| 1977 | 808  | 202 | 265 | 269  | 72 |
| 2002 | 566  | 354 | 172 | 18   | 22 |